# Pumarabule
Pumarabule es una entidad singular de población, con la categoría histórica de lugar, situada en el concejo de Siero y perteneciente a la parroquia de Santa Marta Carbayín de la Comunidad Autónoma del Principado de Asturias. Alberga una población de 529 habitantes (INE 2011) y su altitud es de 350 m s. n. m.
El origen del topónimo está claro para el filólogo Xosé Lluis García Arias, principal estudioso de la toponimia asturiana: Pumarabule sería la pumará de ABULIUS del mismo modo que Pumarabín es el pumar de AVINIUS o Pumardabá la pumará del abad. 
El mismo nombre designa al pozo minero que se encuentra en su territorio: Pozo Pumarabule de la empresa minera Hunosa.
El Pozo Pumarabule, conocido popularmente como Pozu la Muerte, fue profundizado en 1916 por el entonces arrendatario de Fábrica de Mieres e ingeniero de minas, Joaquín Velasco. Entraría en servicio un año más tarde. A partir de 1925, Fábrica de Mieres comenzó a vender sus explotaciones de carbón, surgiendo entonces la empresa Minas de Langreo y Siero, quien formó tres grupos mineros: Pumarabule, Lláscaras y El Viso, manteniendo sus propiedades hasta su integración en HUNOSA en 1969. Pumarabule dispone de dos pozos con sendos castilletes, a misma cota pero de distintas alturas.
El primero que se perforó fue el Marta 1, hasta alcanzar los 242 m de profundidad, con 4,30 m de diámetro y 6 plantas. Tuvo en servicio jaulas de dos vagones y dispuso de una máquina de extracción de vapor de 365 CV., sustituida más tarde por un cabrestante para trabajos auxiliares. Su castillete es de perfiles de acero soldados y tiene una altura de 12 m al eje de poleas. En 1940 sufrió algunas modificaciones, limitándose el roblonado a algunas zonas concretas. Se conserva la primitiva chimenea de ladrillo de la máquina de vapor, levantada en 1917.
Hacia 1957 se profundizó el segundo de los pozos, Marta 2, que llegó a alcanzar los 578 m, con un diámetro de 5,65 m y 13 plantas. La máquina de extracción, instalada en 1958 es eléctrica, de 825 CV, con convertidor sistema Leonard (dinamo de 1000 Kv y motor síncrono de 800 Kv), teniendo sus jaulas una capacidad de 4 vagones. El castillete, del tipo Duro Felguera, es de perfiles y plancha de acero soldados, y mide 30 m de altura.
El pozo debió ser cerrado en 1992, pero la presión ejercida por los sindicatos y la movilización social logró retrasar su definitivo cierre hasta el año 2005.

## Hijos célebres
- Luis Fernández Roces, escritor[4]